# Château de Montgrí

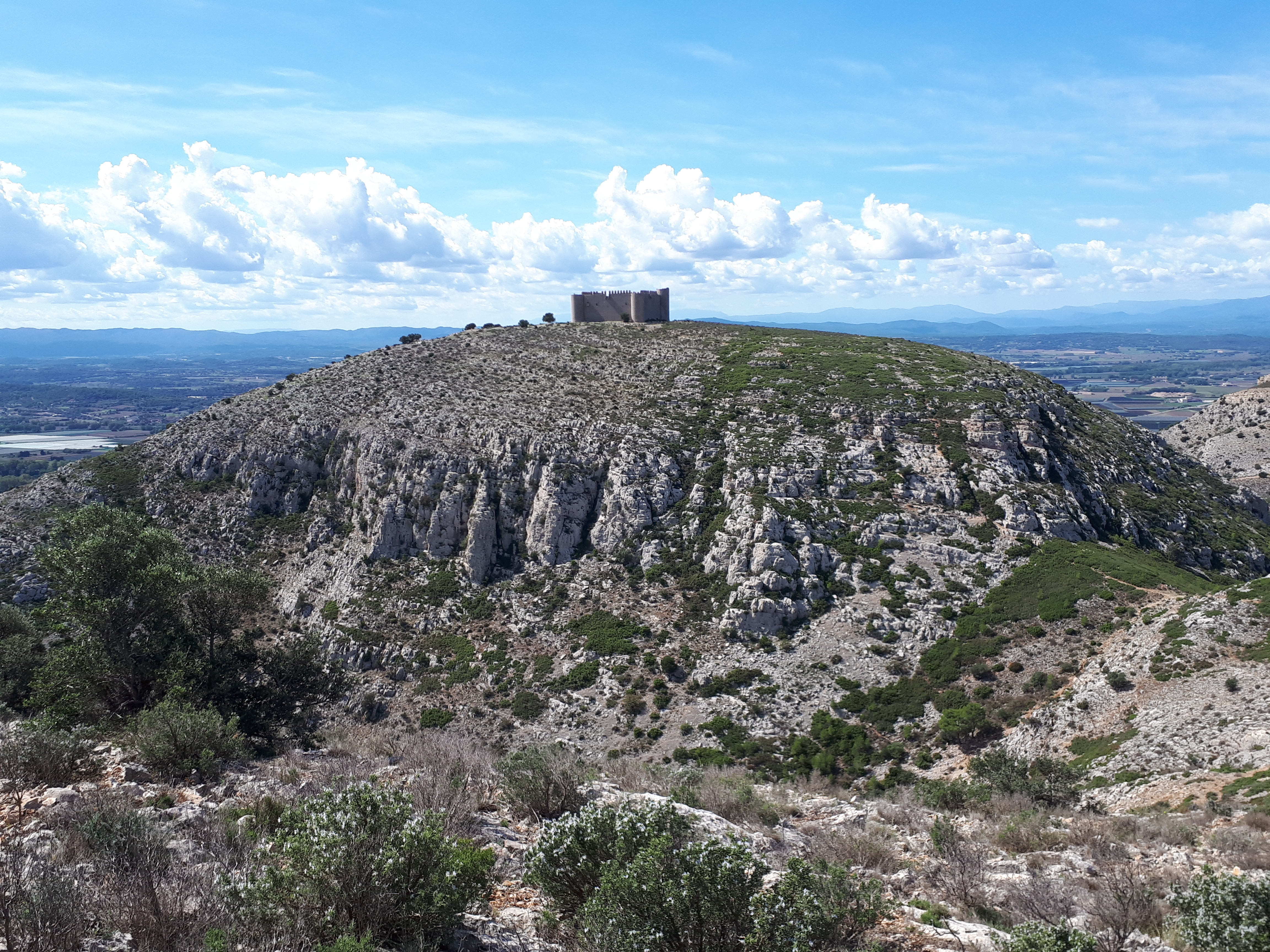
Castell del Montgrí. Les falaises sont formées de calcaire marneux du Crétacé.

Le château de Montgrí (castell del Montgrí, également nommé château de Torroella de Montgrí ou de Sainte-Catherine) est une fortification construite de 1294 à 1304 par le roi Jacques II d'Aragon à la cime du massif de Montgrí sur la commune de  Torroella de Montgrí dans le Baix Empordà en Espagne.

Le Montgrí est une petite montagne de type calcaire, d'une altitude de 315 m et située à 6 km de la mer. La cime offre une bonne visibilité sur toute la plaine de l'Empordà, jusqu'au massif du Canigou.

## Histoire
Au-dessus du  massif de Montgrí s'élève la figure emblématique du château de Montgrí. Sa construction fut initiée par Bernat de Llabià, gouverneur de Torroella, en 1294, en tant que point de contrôle en prévision d'un affrontement entre  Jacques II d'Aragon et Pons V, comte d'Empúries, mais les travaux sont interrompus en 1301 sans que la construction soit achevée, à cause de la consolidation du comté de Barcelone face au Comté d'Empúries. Il est abandonné en 1472.

Le château de Bellcaire et de Montgrí sont deux témoignages de la lutte fratricide de la monarchie contre le pouvoir féodal. La lutte se termine par l’incorporation du comté à la couronne d'Aragon, après avoir ruiné la région et provoqué le détournement du Ter. Son cours original passait au nord de Montgrí et se trouve aujourd'hui au sud. Cette déviation provoque la formation des dunes continentales à Torroella.

## Architecture

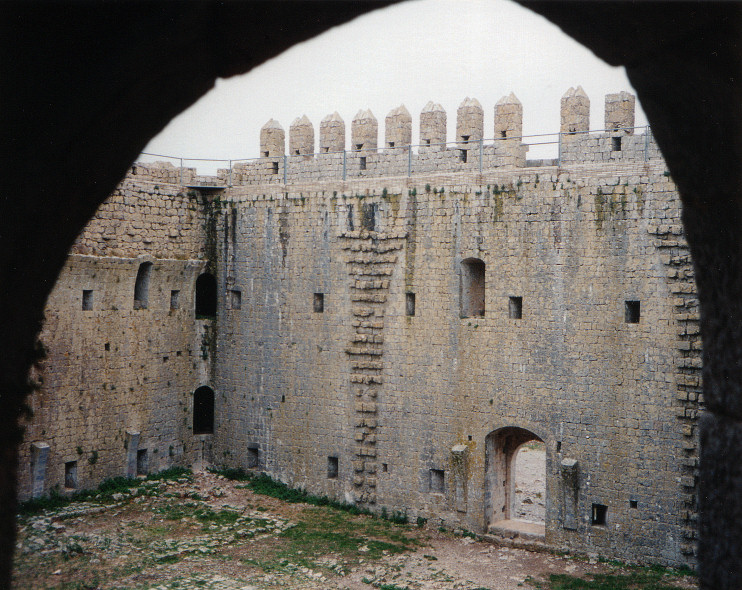
Cour intérieure. L'ébauche des arcs destinés à soutenir la citerne sont bien visible

Le château marque la tendance importée d'Orient après les premières croisades en Terre sainte durant les XIIe et XIIIe siècles. Le plan carré de 31 m de côté est délimité par quatre tours cylindriques aux angles équipés de fosses et de citernes. Les murailles sont hautes de 13 m, et sont surmontées d'un chemin de ronde et de créneaux parfaitement dessinés. La façade est orientée vers le midi, où se trouve la porte d'accès formée par un arc en plein cintre fermée par un pont levis. La porte donne sur une cour carrée.
Le centre de cette cour possède un pavage carré plus petit autour duquel on devine que des salles adossées aux murs devaient être construites. L'emplacement d'arches déterminant ces salles est visible dans les murs. La littérature indique que, selon le plan des château des Croisés, le sommet de ces salles aurait dû servir à recueillir l'eau de pluie avant de la stocker dans une citerne. L'interruption des travaux n'a pas permis la réalisation de ces plans.
Une partie des matériaux provient de l'arasement de la colline. 
À la vue de cette œuvre grandiose en haut de la montagne, il est facile d'imaginer les terribles efforts journaliers nécessaires à sa construction. Le château n'est accessible que par un chemin escarpé pouvant être parcouru à pied ou avec un âne. Il n'y a pas de point d'eau.

### Sources
- (ca) Cet article est partiellement ou en totalité issu de l’article de Wikipédia en catalan intitulé « Castell del Montgrí » (voir la liste des auteurs).